# Дроза
Дроза (нем. Drosa) — община в Германии, в земле Саксония-Анхальт. 
Входит в состав района Кётен. Подчиняется управлению Фервальтунгсгемайншафт Остернинбург.  Население составляет 615 человек (на 31 декабря 2006 года). Занимает площадь 10,57 км².